# Sady Zañartu
Sady Zañartu Bustos (Taltal, 6 de mayo de 1893-Valparaíso, 5 de marzo de 1983), fue un escritor chileno, que creó obras enmarcadas dentro de criollismo, el anecdotario histórico y la valoración nacionalista de lo patrio. Obtuvo el Premio Nacional de Literatura de su país el año 1974.

## Vida
Sady Zañartu nació en el puerto de Taltal, siendo el menor de dos hermanos, y sus padres eran Víctor Zañartu de la Cruz y Edelmira Bustos Frías, quienes eran hacendados en el valle de Copiapó y durante una buena parte de sus vidas se dedicaron también a la minería. Desde muy joven se traslada a Santiago a estudiar en el Internado Nacional Barros Arana, en el Liceo de Aplicación e Instituto Nacional.
Se casó dos veces, primero con Camila Bari Vélez, y luego con Graciela "Chely" Toro.
Aunque no tuvo carrera universitaria, se dedicó a la investigación, y mantuvo permanente cercanía con los círculos intelectuales de la época, como por ejemplo las tertulias de Delia Matte y el Club de Señoras. Fue también fundador de la Sociedad de Escritores de Chile, del Pen Club de Chile y del Instituto de Conmemoración Histórica de Chile.
Motivado por una pasión investigadora de mayores conocimientos y un espíritu alerta a las corrientes literarias. Él mismo dice de su vida:

Empecé a escribir cuando hice el servicio militar, a los veinte años. En mi salida a campaña envié crónicas al diario La Mañana. Estas crónicas de campaña las reuní en 1915, y edité el libro Desde el vivac.
Sady Zañartu

Por esta fecha escribe el himno oficial del Regimiento Buin, que le dará celebridad. De aquí le viene, tal vez, su afán por los temas patrios, las relaciones históricas y los motivos de trayectoria nacional. Revisa archivos, consulta documentos, lee cuanto material acerca de un tema le interesa, habla con la gente, viaja a los lugares mismos de los hechos y acontecimientos. Nada puede faltar a su verdad, a la exactitud de sus propósitos, a la fidelidad de su quehacer literario. Tal es su trabajo de toda una vida: "Así se va adquiriendo el hábito de trabajar en la historia", dice.
Fue director de la revista Zig-Zag, durante los años 1925-1929. Colaborador de los diarios La Nación y Los Tiempos. Tuvo una activa labor en la publicación de la Gaceta Literaria el año 1944. Por su destacada obra de escritor y periodista recibió el Premio Atenea de la Universidad de Concepción.
El famoso crítico chileno Omer Emeth decía comentando la novela La sombra del corregidor, de 1927:

Con cuatro o cinco novelas como la de Sady Zañartu podríamos estudiar muy bien la historia de Chile.
Omer Emeth acerca de Sady Zañartu

Fue miembro y socio fundador de la Asociación Folklórica Chilena (hoy Sociedad de Folclor Chileno).
En 1940, ocupó el cargo de agregado cultural en Lima durante el gobierno de Pedro Aguirre Cerda. En 1983 falleció en Valparaíso, pero sus restos fueron sepultados en Santiago.

### Un Premio Nacional polémico
La entrega del Premio Nacional de Literatura a Zañartu en 1974 levantó suspicacia y polémica en sectores de la izquierda intelectual y política. El contexto de histórico de la premiación eran los primeros años de la dictadura militar, por lo que circuló ampliamente la opinión de que se le entregaba el premio al escritor, considerado por aquellos mismos sectores como un autor menor, al ser uno de los pocos intelectuales cercanos al régimen recién instaurado. 
Los críticos de pensamiento izquierdista se han manifestado en contra de la entrega del galardón a Zañartu y la posterior premiación del ingeniero Arturo Aldunate Phillips, autor de ensayos de divulgación científica, o del filólogo Rodolfo Oroz, cuya obra más conocida era un Diccionario escolar de la lengua castellana.
Sin embargo, el jurado argumentó:

"El almirante fue bien claro en precisar los motivos de la unanimidad. 1. Por su dilatada y fecunda actividad literaria durante 54 años. 2. Su perfil de chilenidad a través de sus obras como La sombra del corregidor y otras, que llegan a un total de 20 libros estéticos e históricos. 3. En mérito al rescate de los grandes valores nacionales y porque Sady Zañartu, a sus 82 años de edad, sigue en plena actividad artística".
citado en www.memoriachilena.cl

## Obras
- Desde el vivac, 1915.
- Sor Rosario, 1916.
- La danzarina del fuego, 1918.
- La sombra del corregidor, 1927.
- Llampo brujo, 1933.

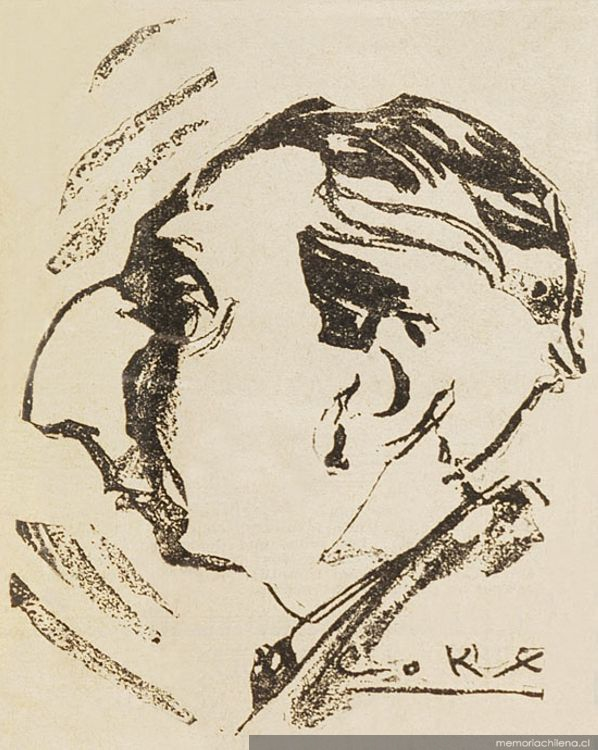
Sady Zañartu por Coke (1928).

- Lastarria, el hombre solo, biografía, 1938.
- Chilecito, cuadros regionales, 1939.
- Mar hondo, reminiscencias, 1942.
- El Tile viejo y sus cuentos, cuentos, 1963.
- Tomelonco, poema agrario, 1968.
- Color América, cuentos, 1969.

## Premios y reconocimientos
- En 1933, recibe el Premio Revista Americana de Buenos Aires.
- En 1938, Zady Zañartu recibe el Premio Atenea de la Universidad de Concepción.
- En 1974, recibe el Premio Nacional de Literatura.
- En 1974, Sady Zañartu es designado Miembro Honorario de la Academia Chilena de la Lengua.